# Otto Soglow
Otto Soglow (* 23. Dezember 1900 in Yorkville (Manhattan); † 3. April 1975 in New York City) war ein US-amerikanischer Comiczeichner. Sein bekanntester Comicstrip ist Der kleine König (The Little King).

## Leben
Soglow wuchs in New York City auf und studierte an der Art Students League of New York. Mit 19 debütierte er in der Zeitschrift Cartoons. 1925 begann er regelmäßig als Zeichner zu arbeiten, unter anderem für The New Yorker oder Life. 1931 zeichnete er einen kleinen namenlosen König für The New Yorker, welcher Herausgeber Harold Ross besonders gefiel. Soglow sollte die Figur weiterhin zeichnen. Ab 1934 lief die mittlerweile populäre Figur The Little King für den Vertrieb King Features Syndicate; zuvor wurde dort ein äußerst ähnlicher Comicstrip aus rechtlichen Gründen zunächst The Ambassador genannt. Soglow zeichnete die Serie um den namenlosen König bis zu seinem Tod im Jahr 1975.
Bekannt ist Soglow auch mit seinen Cartoons, die er für die Markenwerbung zeichnete. So arbeitete er unter anderem für die Brauerei Rheingold und die Marke Pepsi Cola.

## Auszeichnung
Otto Soglow erhielt für Der kleine König 1966 den Reuben Award der National Cartoonists Society, deren Mitbegründer er war.